# Olfaktorischer Cortex
Der olfaktorische Cortex zählt zum Riechhirn (Rhinencephalon) und beinhaltet jene Strukturen des Endhirns, die als sekundäre olfaktorische Areale der Wahrnehmung und zentralen Verarbeitung von Gerüchen dienen. Sie liegen in basalen Rindengebieten der Großhirnhemisphären und erhalten direkte Projektionen vom primären olfaktorischen Areal im Riechkolben (Bulbus olfactorius) jeder Seite.
Im zwiebelförmigen Bulbus, einem vorgeschobenen Teil des Endhirns, endigen die Neuriten von Riechzellen des Riechepithels der Nasenschleimhaut, die Fasern des gleichseitigen Nervus olfactorius. Sie treten als Fila olfactoria durch den Schädelknochen und in den darüberliegenden Bulbus ein. In knäuelartigen Verknüpfungsformen (Glomeruli olfactorii) bilden sie hier Synapsen mit den Mitralzellen des Riechkolbens. Diese sind 2. afferente Neuronen der Riechbahn; ihre Axone verlaufen zentripetal im Tractus olfactorius und projizieren in die sekundären olfaktorische Areale.
Während Bulbus und Tractus olfactorius beim Menschen schlanke Gebilde sind, die der Basis des Stirnlappens anliegen, ist der Riechkolben bei Nicht-Primaten in Relation zum übrigen Endhirn sehr viel ausgeprägter und überragt es nach vorn.
Der olfaktorische Cortex im engeren Sinne ist ein Allocortex und eine stammesgeschichtlich sehr alte Bildung; er wird daher auch als Paläocortex bezeichnet. Hierzu gehören neben dem Tuberculum olfactorium (der Substantia perforata anterior) ein benachbartes, als Cortex (prae)piriformis bezeichnetes Areal. Dieses ist dreischichtig aufgebaut, wie auch der medial angrenzende kortikale Teil (Nucleus corticalis) des Mandelkerns (Amygdala), der ebenso zum olfaktorischen Cortex gehört. Doch nur ein kleiner rostraler Abschnitt der sogenannten Area entorhinalis im Gyrus parahippocampalis wird dazu gezählt.
Von diesen sekundären Arealen gibt es tertiäre Projektionen zur Area septalis, zur Area insularis anterior, zum basolateralen Mandelkern, zur Hippocampusformation sowie zur Area praeoptica und zum Hypothalamus. Anteile des präpiriformen Cortex projizieren auch zum dorsomedialen Thalamus im Zwischenhirn, der wiederum mit neokortikalen Regionen im orbitalen Stirnlappen verschaltet ist (bewusste Geruchswahrnehmung).
Verbindungen zwischen den Strukturen des olfaktorischen Cortex beider Seiten bestehen via Commissura rostralis. Mit der Gegenseite verbinden auch Neuronengruppen des nicht laminiert aufgebauten Nucleus olfactorius anterior, der im Trigonum olfactorium gelegen dem Tractus olfactorius angeschlossen ist. Sie dienen insbesondere als Umschaltstelle für (rückläufig) gegenseitige Verbindungen zwischen den beiden Bulbi olactorii.